# La Stratégie du dauphin
Pour les articles homonymes, voir stratégie (homonymie).
La Stratégie du dauphin (The Strategy of the Dolphin en anglais) est un livre écrit par Dudley Lynch et Paul Kordis.
Dans cet ouvrage, il est question de trois stratégies : celle de la carpe (éviter de perdre), celle du requin (vaincre à tout prix) et celle du dauphin (rechercher ce qui marche).